# EE-T1 Osório
L’EE-T1 Osório est un char de combat conçu par la firme brésilienne Engesa au tout début des années 1980. Développé sur les fonds propres d'Engesa sans aucun soutien de l'État, l'Osório remporta en 1987 une compétition organisée en Arabie saoudite, où il sut se démarquer face à l'AMX-40 français, au Challenger 1 britannique et au M1 Abrams américain. Bien que son avenir fût prometteur, il restera au stade de prototype à la suite de l'annulation du contrat d'achat par l'Arabie saoudite, seulement deux exemplaires seront produits avant la faillite de la société qui l'avait conçu.

## Histoire
Le développement de l'Osório commença en 1982, et le premier prototype, appelé P.1, fut terminé en  1985. Il avait été conçu pour être vendu à l'Arabie saoudite ; il y fut évalué contre l'AMX-40 français, le M1 Abrams américain et le Challenger 1 britannique.
En septembre 1989, les Saoudiens opèrent pour le M1 Abrams américain. Ils annoncèrent cette décision peu après le déclenchement de la guerre du Golfe, en 1991. Les deux prototypes furent transférés dans l'armée de terre brésilienne et la firme Engesa fit faillite peu après.

## Armement
Le prototype P.1 est armé d'un canon L7A3 d'un calibre de 105 mm conçu et fabriqué par la firme britannique Royal Ordnance. Douze obus de 105 mm sont prêts à l'emploi et sont situé dans une soute à l'arrière gauche de la tourelle, derrière le poste du chargeur. Cette soute possède une porte blindée coulissante et un panneau anti-explosion sur sa partie supérieure qui se libère en cas d'explosion des munitions. Trente-trois autres sont logés dans un râtelier dans la caisse, à droite du conducteur.

Le prototype P.2 est armé d'un canon lisse G1 de 120 mm. Ce canon de 120 mm a la particularité de posséder une longueur de recul importante 485 mm afin de limiter son effort de recul à 365 kN lui permettant d'être intégré sur un char de quarante tonne comme l'AMX-40 ou l'Osório ou encore le T-62. Ce canon ne possède pas de manchon anti-arcure et l'expulsion des fumées résiduelles est est assurée par un compresseur installé sur le plancher de la tourelle. Douze obus sont prêts à l'emploi et sont situé dans une soute à l'arrière gauche de la tourelle, derrière le poste du chargeur. Vingt-six sont logés dans un râtelier dans la caisse, à droite du conducteur.
Bien que l'EE-T1 et l'EE-T2 aient chacun un armement principal différent, ils partageaient un armement secondaire identique composé d'une mitrailleuse EX-34 de 7,62 mm de type chain gun actionnée électriquement, montée à gauche de l'armement principal.

## Moyens d'observation et conduite de tir
La tourelle du P.1 (premier prototype) est équipée d'un viseur périscopique LRS-5 monté au-dessus du coin avant droit de la tourelle. Ce viseur de conçu par la firme belge OIP Optics avait déjà été employé sur l'EE-9 Cascavel, également produit par Engesa. Le LRS-5 offre une voie jour avec un grossissement de × 8 et intègre un télémètre laser couplé à un calculateur balistique. L'observation et le tir de nuit s'effectuent à l'aide d'un amplificateur de lumière résiduelle intégré dans un renvoi coudé (grossissement × 7) faisant partie du viseur LRS-5.
Un viseur télescopique de secours Vickers Instruments L30 est monté dans le masque, à droite du canon, il possède un unique grossissement de ×10.
Un viseur OIP SCS-5 est monté devant la couronne d'épiscopes du chef de char, il est similaire au LRS-5 mais ne possède pas de télémètre laser ni de calculateur balistique. La vision périphérique du chef de char est assurée par cinq épiscopes.
L'agencement des viseurs de la tourelle du P.2 (deuxième prototype) reprend une configuration similaire à celle de l'Universal Turret montée sur le prototype de char Valiant développé par Vickers. Le chef de char possède un viseur panoramique VS 580 développé par la SFIM. Ce viseur stabilisé possède deux voies pour l'observation de jour (grossissement ×3 et ×10) et une de nuit à intensificateur de lumière résiduelle. Le chef de char dispose de la fonction de ralliement automatique (Hunter-Killer), permettant à ce dernier de désigner rapidement une cible au tireur en lui transférant les coordonnées exactes pour que le viseur du tireur s'aligne automatiquement sur l'objectif pendant que le chef de char continue son observation du terrain. 
Le tireur possède un viseur VS 580-19 VICAS qui est identique au VS 580-10 du chef de char à l'exception du fait qu'il n'est pas panoramique et ne possède qu'un seul grossissement (×10). Ces deux viseurs incorporent un télémètre laser utilisant un laser Nd-YAG et sont couplés à une conduite de tir automatisée conçue par Marconi sur base de la conduite de tir automatisée Centaur AFCS.
Un viseur thermique Philips UA-9090 est monté sur la partie arrière du toit de la tourelle. Ce viseur panoramique est stabilisé en site et en gisement et possède un grossissement ×7. L'image infrarouge filmée par ce viseur thermique est recopiées sur deux moniteurs TV présents aux postes du tireur et du chef de char.
Le pointage de la tourelle des prototypes P.1 et P.2 de l'Osório est assurée par un système Marconi GCE 628 entièrement électrique par emploi de moteurs électriques de type Metadyne.

### Mobilité

#### Motorisation
L'Osório est mû par un moteur V12 Diesel MWM TBD 234 de 21,6 l de cylindrée développant 1 040 ch à 2 300 tr/min. Ce moteur est équipé de refroidisseurs d'air de suralimentation (échangeurs air-air) et est basé sur la série de moteurs de bateaux MWM D 234 de (804 ch) mais diffère par l'emploi d'un carter sec. L'Osório atteint la vitesse de 32 km/h en 6 secondes. La poutre de refroidissement intègre deux ventilateurs à flux mixte développé par Airscrew Howden qui permettent à l'Osório d'évoluer dans un environnement très chaud comme l'Arabie Saoudite.

#### Transmission et direction
Le moteur est accouplé à la boîte de mécanisme ZF LSG 3000, elle intègre une boîte de vitesses automatique à quatre rapports en marche avant et deux en marche-arrière ainsi qu'une direction à double différentiel offrant trois rayons de virage. L'Osório reprend les réducteurs P 25 000 du Léopard 2 qui sont également conçus par ZF.

#### Train de roulement
L'Osório possède une suspension oléopneumatique conçue par Dunlop. Chaque élément de suspension monocylindre possède un débattement vertical en compression de 330 mm et de 70 mm en rebond.
L'Osório possède des chenilles à connecteurs Diehl larges de 635 mm (standard OTAN).

## Versions
- P.1 : premier prototype de l'Osório fabriquée en juillet 1985.
- P.2 : deuxième prototype assemblé en mai 1986.
- EE-T1 Osório : version proposée à l'armée de terre brésilienne sur base du prototype P.1 et armée d'un canon rayé de 105 mm.
- EE-T2 Al-Fahd : version export développée sur base du prototype P.2 pour l'Arabie Saoudite équipée entre-autre d'un canon lisse de 120 mm et de viseurs panoramiques avec fonction Hunter-Killer.